# 東京キャラクターショー
東京キャラクターショー（とうきょうキャラクターショー、英文名称：Tokyo Character Show）は、1998年から2005年まで開催された、アニメ・ゲームなどのキャラクター関連商品を中心に展示する見本市である。主催はニッポン放送。

## 概要
7月下旬の土曜・日曜の2日間開催され、アニメ・ゲーム関連商品の展示・販売が行われた。会場は第1・2回が東京ビッグサイト、第3回以降は幕張メッセ。ニッポン放送では、2002年10月より当イベントに関連したラジオ番組『東京キャラクターショーRADIO』を放送した（2005年3月終了）。
なお、第1回（1998年）にブロッコリーが出店した、『Piaキャロットへようこそ!!2』（F&C）に登場するレストランを模した喫茶店は、コスプレ系飲食店ブームの源流の1つと言われている。

### 実績
| 回数  | タイトル                   | 開催期間          | 開催場所                   | 出展社数 | 出展小間数 | 入場者数 |
| ----- | -------------------------- | ----------------- | -------------------------- | -------- | ---------- | -------- |
| 第1回 | 東京キャラクターショー1998 | 1998年8月2・3日   | 東京ビッグサイト 東1ホール | 57       |            | 35,535人 |
| 第2回 | 東京キャラクターショー1999 | 1999年7月24・25日 | 東京ビッグサイト 東6ホール | 64       |            | 41,092人 |
| 第3回 | 東京キャラクターショー2000 | 2000年7月22・23日 | 幕張メッセ 9・10ホール     | 58       | 352        | 50,629人 |
| 第4回 | 東京キャラクターショー2001 | 2001年7月21・22日 | 幕張メッセ 9・10ホール     | 55       |            | 55,431人 |
| 第5回 | 東京キャラクターショー2002 | 2002年7月20・21日 | 幕張メッセ 2・3ホール      | 46       |            | 54,711人 |
| 第6回 | 東京キャラクターショー2003 | 2003年7月20・21日 | 幕張メッセ 9ホール         | 40       |            | 52,051人 |
| 第7回 | 東京キャラクターショー2004 | 2004年7月24・25日 | 幕張メッセ 9ホール         | 53       |            | 50,135人 |
| 第8回 | 東京キャラクターショー2005 | 2005年7月23・24日 | 幕張メッセ 9ホール         | 45       |            | 48,078人 |